# Slussfals

Slussfals.

Slussfals är en skarvmetod inom byggnadsplåtslageri. Vanlig vid skarvning av vindskivebeslag och beslag där ett vattentätt resultat ej fordras.